# هانس بيورنستاد
هانس بيورنستاد (بالنرويجية البوكمول: Hans Bjørnstad)‏ هو متزلج قفز نرويجي، ولد في 18 مارس 1928 في لير في النرويج، وتوفي في 24 مايو 2007.

## وصلات خارجية
- هانس بيورنستاد على موقع الاتحاد الدولي للتزلج (القفز التزلجي) (الإنجليزية)